# Club Deportivo Cortes
El Club Deportivo Cortes es un club de fútbol de España de la localidad de Cortes en Navarra. 
Fundado en 1927.
Actualmente juega en el Grupo XV de Tercera División.
La temporada 25/26 será su 19° en la categoría, siendo  la 23/24 la de su mejor posición final al  lograr ser subcampeón de liga.

## Historia
Fundado en 1927. 
En 1995 consigue por primera vez ascender a Tercera División al ganar al Rapid de Murillo de La Rioja (2-1, 3-1) en la eliminatoria por el ascenso. Tras 3 temporadas pierde la categoría, llegando a descender posteriormente a Primera Regional de Navarra.
El club, formado mayormente por jugadores de la localidad, logra de nuevo volver a Tercera División en 2009/10 y en 2011/12 hasta la actualidad.
En  18 temporadas en Tercera División ha jugado 641 partidos (236 G , 186 E , 219 D).
Ha logrado 4 temporadas clasificarse para la fase de ascenso a 2aB/2RFEF (12/13, 16/17, 23/24 y 24/25), cayendo eliminado en primera ronda en las 3 primeras ante el Celta "B" (0-2, 2-0), el Villarrobledo (2-1, 3-0) y el Itaroa Huarte (1-0, 1-1). En la 24/25 logró llegar a la última eliminatoria por el ascenso a 2RFEF tras superar en la 1a eliminatoria al San Juan (1-1, 0-1) y en la final Regional a Peña Sport (2-0, 3-0); cayendo en la final nacional contra el Beasáin (0-2, 2-0).
En la temporada 2019/20 se proclamó campeón de la Copa Federación Navarra de Fútbol de Tercera División tras vencer 1-0 en la final al Itaroa Huarte en el estadio San Miguel de Olite.

En la temporada 2023/2024 lográ su mejor clasificación en  Tercera División al acabar la liga como subcampeón, logrando clasificarse para jugar la Copa del Rey 24/25 en la que se enfrentó al Granada Club de Fútbol (2-0).

## Palmarés
- Temporadas en Tercera División: 18
- Mejor clasificación en Tercera División: 2º (2023/2024)
- Participaciones en Promociones a Segunda División B / Segunda RFEF: 4 (12/13,16/17,23/24,24/25)
- Participaciones en Copa del Rey: 1 (2024/2025 vs.Granada)
- Campeón de Copa Federación Navarra: 1 (2019)
- SubCampeón de Liga de Tercera  División: 1 (2023/2024)

## Equipaciones
1.ª Equipación: Camiseta roja, pantalón negro y medias negras.
2.ª Equipación: Camiseta azul, pantalón blanco y medias azules.

## 18 Temporadas en Tercera División
Temporada 》Clasificación 》Puntos 
95/96          》         15°          》  42 
96/97          》         12°          》  53 
97/98          》         20°          》  39 
09/10          》         20°          》  23 
11/12          》         17°          》  37 
12/13          》           4°          》  66
13/14          》           7°          》  52 
14/15          》           7°          》  57 
15/16          》           5°          》  73 
16/17          》           4°          》  64
17/18          》           9°          》  50 
18/19          》           5°          》  62 
19/20          》         12°          》  32 
20/21          》 5° (Grupo B)  》  28 
21/22          》           6°          》  48 
22/23          》           9°          》  38 
23/24          》           2°          》  60
24/25          》           4°          》  62
25/26          》    

## Afición
El club logró volver a la Tercera División, desde la Primera Regional, con el apoyo y animación del grupo "Ultra Red's" cuyo lema "Vuestro esfuerzo, nuestro orgullo" sigue presente y está grabado en la camiseta del equipo. Sus canciones animando al C. D. Cortes se oyeron durante años en el San Francisco Javier y en otros campos de Navarra, como el de Cárcar, Lerín o Valtierra, en momentos importantes como en las fases de ascenso desde 1°Regional hasta 3°División. Años después, en la temporada 24/25, volvieron a "tronar" sus cánticos en el SFJ en las eliminatorias por el ascenso a 2RFEF contra la P.Sport y contra el Beasáin, siendo en el estadio del equipo vasco donde dejaron muestra del sentir por su equipo y donde "tronaron" por última vez.
El C. D. Cortes cuenta con 100 socios.